# Stigmella expressa
Stigmella expressa (лат.) — вид молей-малюток рода Stigmella (Nepticulinae) из семейства Nepticulidae.

## Распространение
Южная Америка: Перу, Анды (3370 м), Ayacucho Departamento.

## Описание
Мелкие молевидные бабочки. Длина передних крыльев самцов около 3 мм, размах — до 6,7 мм. Цвет серовато-коричневый. Жгутик усика самцов состоит из 37 члеников. Биология неизвестна. Имаго появляются в марте.

## Этимология
Видовое название S. expressa происходит от латинского слова expressus (отчетлиый, выраженный) из-за отчётливых отличий гениталий.